# Sant Miquel de Lillet
Sant Miquel de Lillet o Sant Miquel del Monestir és una església situada a la població de La Pobla de Lillet (comarca del Berguedà), protegida com a bé cultural d'interès local.

## Descripció
L'església de Sant Miquel de Lillet es troba en una carena baixa coberta de vegetació, molt a la vora del monestir de Santa Maria de Lillet. És una petita edificació de planta circular, de 6,5 m de diàmetre exterior i 4,7 m d'interior, dotada d'un absis semicircular, a la banda de llevant. L'edifici és cobert amb una cúpula que, restaurada, és semiesfèrica, de carreus quadrats, i l'absis amb un quart d'esfera. No té finestres. La porta d'entrada, orientada a sud-oest, disposa d'un arc adovellat de mig punt i per sobre hi ha en relleu una creu de pedra. El mur de la rotonda és de carreus de diferents mides i tallats a cops de martell. Ve coronat amb un fris de peces, carreus petits, que alternen amb espais buits. La coberta és de lloses de pedra.

## Història
Hi ha diverses teories sobre el seu origen; una diu que ocupa el lloc de la primitiva església de Lillet, altre que és la capella del castell de Lillet o també que és l'església forana del monestir per a ús dels fidels.
La primera notícia certa de la seva existència és del 1166. Apareix, com a església secundària, l'any 1196 en el testament de Ponç de Lillet, el que podria portar a considerar que fou construïda pels senyors del castell de Lillet. La següent notícia que es té és d'una visita arquebisbal l'any 1312 i en diversos testaments dels segles xiv i xv.
A principis del segle XX ja no se celebrava culte a l'església i estava en estat ruïnós. Entre els anys 1932 i 1936, per l'impuls dels Amics de l'Art Vell es van dur a terme obres de restauració dirigides per l'arquitecte Jeroni Martorell. El 1980, es va restaurar la coberta.